# Мирное (Миргородский район)
Мирное (укр. Мирне; до 2024 года — Декабристов) — посёлок,
Великобайракский сельский совет,
Миргородский район,
Полтавская область,
Украина.
Код КОАТУУ — 5323280402. Население по переписи 2001 года составляло 469 человек.
Село указано на трехверстовке Полтавской области. Военно-топографическая карта.1869 года как хутор без названия

## Географическое положение
Посёлок Декабристов находится в 1,5 км от села Великий Байрак.
Через село проходит несколько ирригационных каналов.

## Экономика
- Опытное хозяйство «Им. Декабристов».

## Объекты социальной сферы
- Детский сад.
- Школа.